# Indeks ksiąg zakazanych

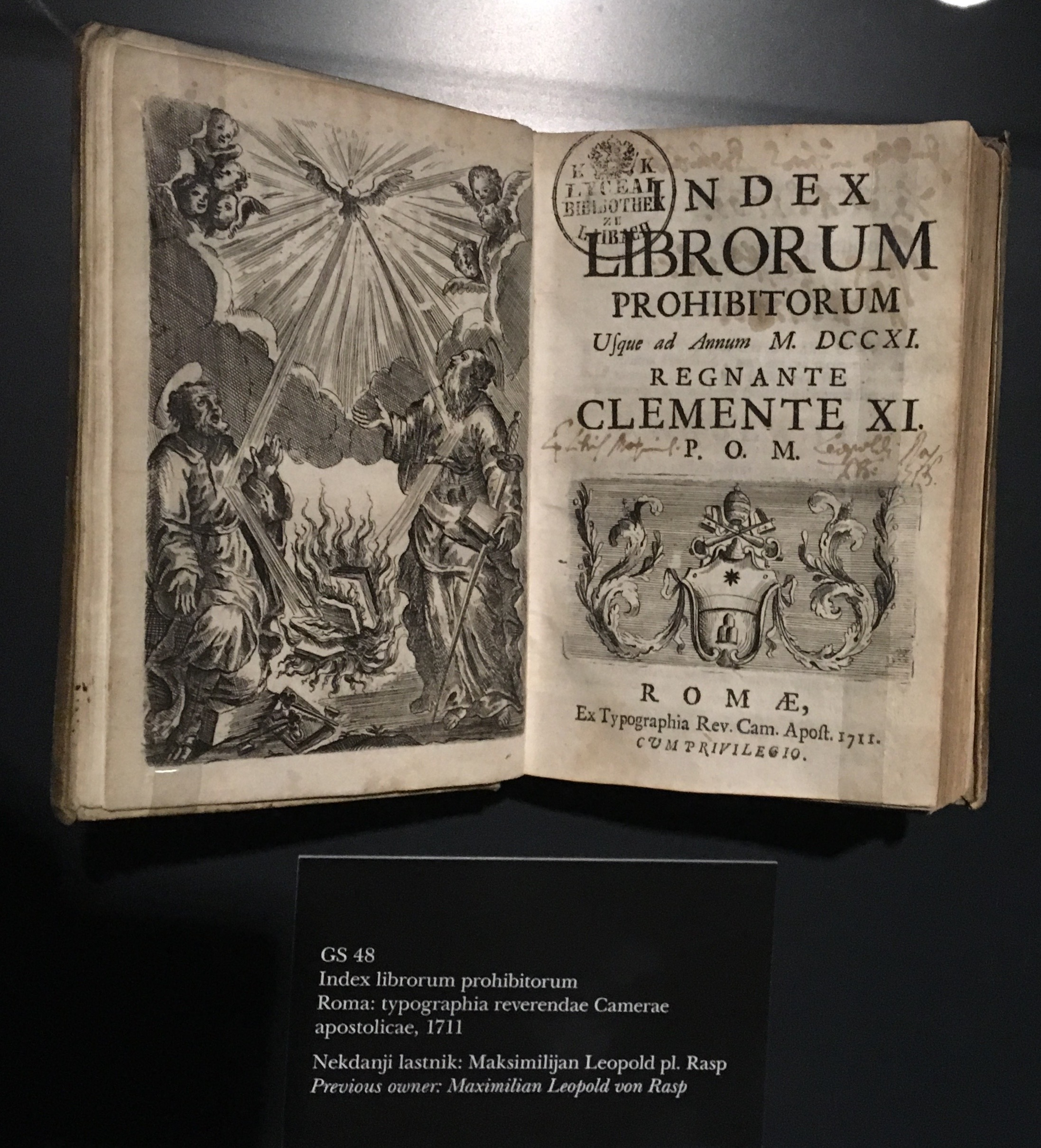
Strona tytułowa „Index Librorum Prohibitorum” – Indeksu Ksiąg Zakazanych (Rzym, 1711)

Indeks ksiąg zakazanych (łac. Index librorum prohibitorum lub Index Expurgatorius) – opracowywany i ogłaszany przez Kościół katolicki spis dzieł, których nie wolno było czytać, posiadać i rozpowszechniać bez zezwolenia władz kościelnych. W indeksie umieszczane były publikacje uznane za niezgodne z doktryną katolicką, wśród nich znalazły się też dzieła naukowe i filozoficzne, m.in. Erazma, Galileusza, Immanuela Kanta, Kartezjusza, Keplera, Mikołaja Kopernika, Monteskiusza, Andrzeja Frycza Modrzewskiego, Woltera oraz 29 łacińskich wydań Pisma Świętego czy przekłady Biblii w językach narodowych. Ostatnie wydanie Indeksu, opublikowane w 1948 roku, zawierało 4126 dzieł. Formalnie zniesiony w 1966.

## Przyczyny powstania

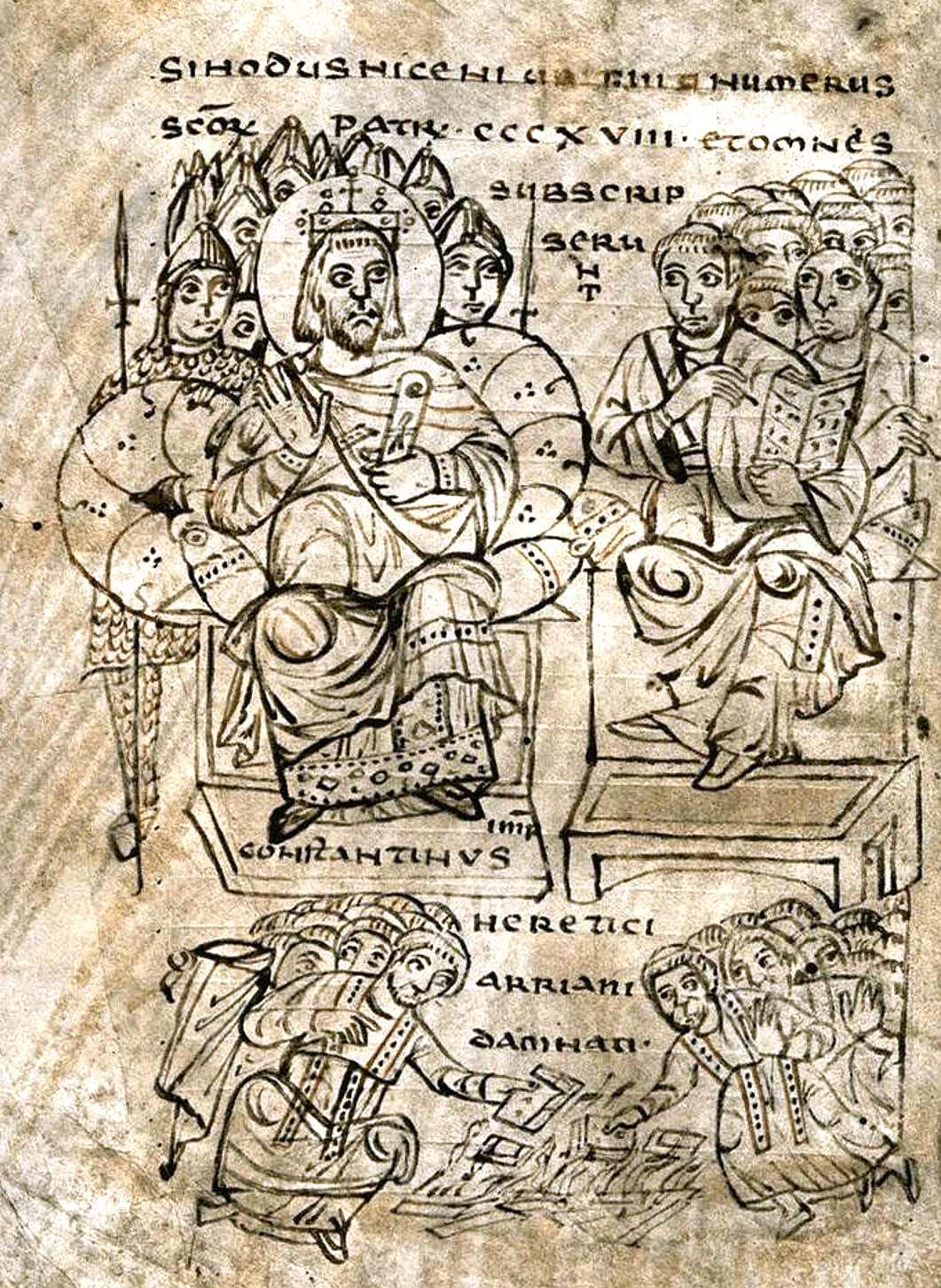
Cesarz Konstantyn na soborze nicejskim: palenie ksiąg ariańskich. Manuskrypt CLXV, Biblioteca Capitolare, Vercelli, ok. 825 rok n.e.

Kościół rzymskokatolicki od chwili prawnego uznania przez Cesarstwo Rzymskie jego istnienia w IV wieku sam lub za pośrednictwem sprzyjającej mu władzy świeckiej wydawał zakazy przechowywania i czytania różnych dzieł postrzeganych jako heretyckie. Cesarz Konstantyn po soborze nicejskim (325 r.), na którym potępiono pisma Ariusza, pod karą śmierci zażądał od poddanych oddania wszystkich dzieł napisanych przez niego i jego zwolenników, a następnie palenie ich. Także cesarz wschodniorzymski Teodozjusz II oraz zachodniorzymski Walentynian III w 435 roku nakazali spalenie wszystkich ksiąg Nestoriusza; w innym dekrecie ogłosili najsurowsze kary dla wszystkich, którzy nie oddadzą pism manichejskich.
W tym okresie utrwaliła się praktyka, że sobory lub synody potępiające jakąś naukę lub pisma zwracały się z prośbą do władz świeckich o wydanie zarządzeń spalenia tych dzieł.
W roku 681 sobór konstantynopolitański III sam zarządził spalenie potępionych na nim pism, co odtąd stało się regułą.
Jeszcze we wczesnym średniowieczu nie znano jakichś konkretnych spisów pism, których nie należy czytać.
Początki średniowiecznego indeksu sięgają czasów, gdy waldensi przetłumaczyli Biblię na język prowansalski, a John Wycliffe na język angielski. W celu zwalczania ruchu waldensów oraz herezji albigensów synod prowincjonalny w Tuluzie w 1229 roku wydał zakaz posiadania jakiejkolwiek części Pisma Świętego przez laików w diecezji tuluskiej. Pojawienie się kolejnych nieaprobowanych przez Kościół przekładów Pisma Świętego na języki narodowe spowodowało w niektórych krajach wydanie oficjalnych zakazów ich czytania, z wyjątkiem Psałterza.
Wraz z nadejściem odrodzenia oraz reformacji Kościół rzymskokatolicki znalazł się w ogniu silnej krytyki ze strony przeciwnych mu autorów, których dzieła były masowo rozpowszechniane dzięki wynalezieniu druku w połowie XV wieku. Upowszechnienie wynalazku ruchomej czcionki drukarskiej spowodowało pojawianie się kolejnych tłumaczeń Biblii w językach narodowych oraz traktatów protestanckich. Rada Frankfurtu, za namową arcybiskupa Moguncji Bertholda von Henneberga, utworzyła w roku 1486 pierwszy urząd kontroli publikacji. W ten sposób Kościół wprowadził cenzurę prewencyjną, domagając się, by wszystkie dzieła przed drukiem uzyskały aprobatę władz duchownych.
W roku 1511 papież Juliusz II wydał nową wersję bulli In Coena Domini (po raz pierwszy opublikował ją Urban V w 1363). Był to zbiór ekskomunik ogłoszonych do tego czasu przez papieży przeciw konkretnym osobom. Bulla Juliusza II nakładała ekskomunikę również na wszystkich, którzy posiadali, czytali, drukowali bądź rozpowszechniali pisma wymienionych w niej osób. Kilkadziesiąt lat później, kardynał Giovanni Pietro Carafa (późniejszy papież Paweł IV) w 1543 roku zadekretował, że nie wolno drukować książek bez pozwolenia Inkwizycji.

## Utworzenie indeksu

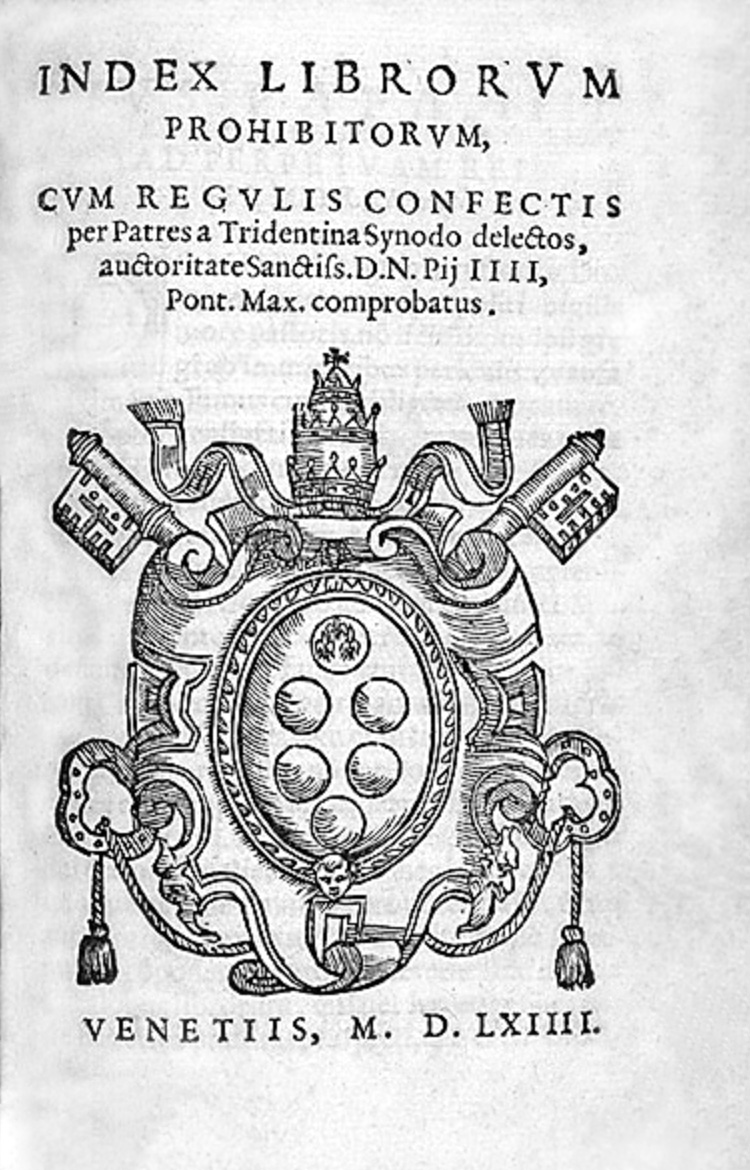
Strona tytułowa Indeksu ksiąg zakazanych z 1564

Jednym z zadań utworzonej w 1542 roku Inkwizycji było przeciwdziałanie rozpowszechniania pism podważających nauczanie Kościoła. Aby zatamować „potężną powódź skażonych ksiąg”, Kościół stworzył listę zakazanych publikacji, która obowiązywałaby wszystkich katolików. Kiedy w 1555 roku Generalny Inkwizytor, Giovanni Pietro Carafa, został papieżem Pawłem IV, polecił sporządzić wykaz dzieł, których nie wolno rozpowszechniać, posiadać ani czytać. W ten sposób w roku 1559 po raz pierwszy ukazał się powszechny Indeks ksiąg zakazanych. Umieszczono w nim tytuły dzieł oraz nazwiska autorów rozpowszechniających nauki niezgodne z nauczaniem Kościoła.
Na mocy bulli papieskiej Pawła IV z 5 stycznia 1559 odwołano wszelkie pozwolenia na czytanie zakazanych dzieł. Spowiednicy mieli obowiązek dowiadywać się, kto je czyta i rozpowszechnia – chodziło szczególnie o publikacje luterańskie. Od zakazu nikt nie był zwolniony, pod groźbą ekskomuniki obowiązywał on urzędników kościelnych, biskupów, arcybiskupów, kardynałów, patriarchów, a także panujących i cesarzy.
Ogółem Stolica Apostolska ogłosiła 16 oficjalnych edycji Indeksu ksiąg zakazanych:

- 1559 (za pontyfikatu Pawła IV)
- 1564 (za pontyfikatu Piusa IV, tzw. Indeks trydencki)
- 1596 (za pontyfikatu Klemensa VIII)
- 1664 (za pontyfikatu Aleksandra VII)
- 1681 (za pontyfikatu Innocentego XI)
- 1711 (za pontyfikatu Klemensa XI)
- 1758 (za pontyfikatu Benedykta XIV)
- 1786 (za pontyfikatu Piusa VI)
- 1819 (za pontyfikatu Piusa VII)
- 1835 (za pontyfikatu Grzegorza XVI)
- 1877 (za pontyfikatu Piusa IX)
- 1881 (za pontyfikatu Leona XIII)
- 1900 (za pontyfikatu Leona XIII)
- 1929 (za pontyfikatu Piusa XI)
- 1938 (za pontyfikatu Piusa XI)
- 1948 (za pontyfikatu Piusa XII)

### Przedmowa do Indeksu
Fragment przedmowy do Indeksu Ksiąg Zakazanych:

Przez stulecia Kościół święty był ofiarą prześladowań, z wolna pomnażających szeregi bohaterów, którzy wiarę chrześcijańską pieczętowali własną krwią; ale dzisiaj piekło wspiera straszniejszy jeszcze oręż przeciw Kościołowi, zdradliwy, banalny i szkodliwy: złowrogą maszynę drukarską. Nie było w przeszłości większego zagrożenia spoistości Kościoła i moralności, zatem święty Kościół nigdy nie zaprzestanie podtrzymywać tej świadomości wśród chrześcijan (...) Kościół ustanowiony został przez Boga, jako nieomylny przewodnik dla wiernych i z tego powodu, wyposażony w niezbędną władzę, nie może uczynić inaczej; ma obowiązek, a w konsekwencji uświęcone prawo, do zapobiegania, jakkolwiek zamaskowanym, błędom i zgorszeniu trzody Jezusa Chrystusa (...) Nie wolno również twierdzić, że zakaz dotyczący szkodliwych książek jest naruszeniem wolności, kampanią przeciwko światłu prawdy, oraz że ‘Lista’ jest występkiem przeciw erudycji i nauce (...) Ateistyczne i niemoralne książki są często pisane w ujmującym stylu, poruszają tematy pobudzające żądze cielesne, zarozumiałość ducha i zawsze są zamierzone jako ziarno zepsucia w umysłach i sercach czytelników, przez swą ozdobność i chwytliwość; dlatego Kościół, jako troskliwa matka, strzeże wiernych przez stosowne zakazy, ażeby nie przykładali warg do czary z trucizną. Nie z lęku przed światłem Kościół zabrania czytania pewnych książek, ale z ogromnej gorliwości, rozgorzałej przez Boga, nie toleruje utraty dusz wiernych, nauczając, że człowiek upadły w pierwotnej prawości, ulega silnej skłonności do zła, a zatem znajduje się w potrzebie opieki i ochrony (...)”

W pierwszym wydaniu Indeksu znalazło się 29 edycji Pisma Świętego w języku łacińskim oraz przekłady Biblii w językach narodowych. Efektem były nierzadkie wypadki publicznego palenia egzemplarzy Biblii. Palonych Biblii nie nazywano „heretyckimi”, lecz określano je jako „zakazane”. Rezultatem był brak podstawowej wiedzy biblijnej w wielu krajach katolickich.

## Zniesienie Indeksu i obecne stanowisko Kościoła
W notyfikacji z dnia 14 czerwca 1966 Kongregacja Nauki Wiary stwierdziła, że Indeks pozbawiony jest znaczenia dyscyplinarno-karnego, natomiast zachowuje swoją wartość moralną jako ostrzeżenie przed treściami szkodliwymi dla wiary i dobrych obyczajów. Odtąd przestrzeganie Indeksu jest kwestią sumienia wiernych.
Kodeks Prawa Kanonicznego z 1983 roku zaleca biskupom czuwanie, by wpływ środków przekazu i słowo pisane nie szkodziły wierze i obyczajom wiernych. W przypadku szczególnego zagrożenia ze strony jakiejś publikacji biskupi powinni podjąć środki zaradcze o charakterze informacyjnym. Negatywne rekomendacje dla niektórych pozycji mogą wydawać krajowe Konferencje Episkopatu czy poszczególni biskupi. Przykładem w Polsce jest stanowisko Episkopatu wobec książki Kod Leonarda da Vinci.
Kodeks Prawa Kanonicznego,
s. 822-8, nadaje prawo i obowiązek pasterzom Kościoła: „Dla zachowania nieskazitelności wiary i obyczajów, pasterze Kościoła posiadają prawo i są zobowiązani czuwać, by wiara i obyczaje wiernych nie doznały uszczerbku przez słowo pisane lub użycie środków społecznego przekazu”. (p. 823).
W wyjątkowych przypadkach Kongregacja Nauki Wiary wydaje publiczne orzeczenie, iż dana publikacja jest niezgodna z nauką Kościoła.

## Wybrani autorzy dzieł umieszczonych na indeksie
Autorzy, których co najmniej jedna publikacja była w Indeksie:

- Joseph Addison
- Dante Alighieri[11]
- Gabriele D’Annunzio
- Francis Bacon
- Honoré de Balzac
- Simone de Beauvoir
- George Berkeley
- Biernat z Lublina[12]
- Giovanni Boccaccio
- Augustin Bonnetty
- Giordano Bruno
- Giacomo Casanova
- Daniel Defoe
- René Descartes
- Denis Diderot
- Louis Duchesne
- Alexandre Dumas (ojciec)
- Alexandre Dumas (syn)
- Desiderius Erasmus
- Anatole France
- Gustave Flaubert
- Benjamin Franklin
- Andrzej Frycz Modrzewski
- Galileusz
- Edward Gibbon
- André Gide
- Thomas Hobbes
- Balthasar Hubmaier
- Victor Hugo
- David Hume
- Jan Kalwin
- Immanuel Kant
- Allan Kardec
- Johannes Kepler
- Mikołaj Kopernik
- John Locke
- Alfred Loisy
- Marcin Luter
- Niccolò Machiavelli
- Maurice Maeterlinck
- Adam Mickiewicz
- John Milton
- Michel de Montaigne
- Monteskiusz
- Owidiusz[13]
- Blaise Pascal
- Mateusz Pretoriusz
- François Rabelais
- Mikołaj Rej[12].
- Samuel Richardson
- Antonio Rosmini-Serbati[14]
- Jean-Jacques Rousseau
- Markiz de Sade
- George Sand
- Jean-Paul Sartre
- Baruch Spinoza
- Stendhal
- Laurence Sterne
- Emanuel Swedenborg
- Jonathan Swift
- Andrzej Towiański[12].
- Wolter
- Émile Zola
- Huldrych Zwingli

## Indeks a protestantyzm
Protestantyzm głosi wolność sumienia i nigdy żadne państwo protestanckie nie wydało oficjalnego indeksu ksiąg zakazanych, nawet Genewa w czasie rządów Jana Kalwina (por. Miguel Servet). Chociaż żadna wspólnota protestancka nigdy nie wprowadziła oficjalnego i powszechnie obowiązującego spisu takich książek ani kary wykluczenia ze wspólnoty wiernych za czytanie ich, to jednak w większości krajów protestanckich istniała cenzura oraz sporadyczne przypadki niszczenia książek uznanych za „bezbożne” i „antypaństwowe”. Dotyczyło to jednak głównie tzw. narodowych kościołów protestanckich (przede wszystkim część luteran i anglikanie). W porównaniu do krajów katolickich cenzura była jednak znacznie łagodniejsza, a w niektórych krajach, np. w Niderlandach oraz w Antwerpii i Bazylei od XVII wieku wręcz nieistniejąca. Większość protestantów, m.in. kalwini, unitarianie, stanowczo sprzeciwiała się cenzurze. Protestanckie Kościoły Ewangeliczne zawsze opowiadały się za wolnością słowa, druku i sumienia, a także za rozdzieleniem kompetencji państwa od kościoła. Choć obecnie wszyscy ewangeliczni chrześcijanie popierają te zasady, z historycznego punktu widzenia szczególne osiągnięcia w tej dziedzinie należą do baptystów.

## Indeks a prawosławie
Kościoły prawosławne nie odniosły się nigdy jednoznacznie do Indeksu. W cerkwi istniało wiele spisów „ksiąg odrzuconych” mających przestrzegać wiernych przed sięganiem po publikacje sprzeczne ze Świętą Ewangelią i głoszące herezje. Wspomina się o nich w Nomokanonie, a autorstwo pierwszego z nich przypisywane jest biskupowi Atanazemu z Aleksandrii. Wydano co najmniej kilkadziesiąt tego typu publikacji (bardzo obszerną listę zakazanych tekstów miał sporządzić metropolita Zozym), jednakże przez wzgląd na strukturę kościołów wschodnich żaden nie zyskał powszechnej rozpoznawalności, porównywalnej jakkolwiek z katolickim indeksem – większość z nich była rękopisami kolportowanymi tylko na terenie danego dekanatu. 
Z czasów panowania Iwana IV Groźnego znany jest kodeks Domostroj zawierający przestrogi dla wiernych przed praktykowaniem oraz sięganiem po publikacje związane z wróżbiarstwem, w tym okresie zwołano również Sobór Stu Rozdziałów nakazujący biskupom kontrolowanie powstających w ich parafiach ikon i odrzucenie tych pisanych niezgodnie z tradycją. Zarówno do kodeksu, jak i do postanowień soboru przestano się skrupulatnie stosować po śmierci Iwana Groźnego.

## Znaczenie
Henry Kamen uważa, że realne znaczenie Indeksu było ograniczone, gdyż inkwizycja nie była w stanie go egzekwować, a wiele dzieł zakazanych było bez przeszkód dostępnych w krajach katolickich. Tak zwany Indeks Quirogi z roku 1583, uważany za jeden z najbardziej restrykcyjnych, wywarł znikomy wpływ na dostęp do dzieł naukowych. Skazanie Galileusza przez inkwizycję rzymską w roku 1633 i objęcie cenzurą literatury heliocentrycznej, choć odbiło się głośnym echem, nie zahamowało działalności naukowej we Włoszech. Kamen uważa także, że choć Indeks i egzekwująca go inkwizycja nakładały pewne formalne ograniczenia na świat naukowy i literacki w krajach katolickich, ich rzeczywisty wpływ był stosunkowo niewielki. Do podobnych wniosków doszedł Francisco Malta Romeiras, analizując działania cenzorskie inkwizycji w Portugalii.